# Volatica gallivorella
Volatica gallivorella är en fjärilsart som beskrevs av Herbert H. Neunzig 1990. Volatica gallivorella ingår i släktet Volatica och familjen mott. Inga underarter finns listade i Catalogue of Life.